# Europejskie Igrzyska Halowe w Lekkoatletyce 1969 – sztafeta 3 × 1000 m mężczyzn
Sztafeta 3 × 1000 metrów mężczyzn – jedna z konkurencji biegowych rozgrywanych podczas lekkoatletycznych europejskich igrzysk halowych w hali Palac Lodowy w Belgradzie. Rozegrano od razu bieg finałowy 9 marca 1969. Zwyciężyła reprezentacja RFN. Tytułu z poprzednich igrzysk nie broniła sztafeta Związku Radzieckiego. Konkurencji tej nie rozgrywano na halowych mistrzostwach Europy, które zastąpiły europejskie igrzyska halowe od 1970.

## Rezultaty

### Finał
Rozegrano od razu bieg finałowy, w którym wzięły udział 3 sztafety.

Opracowano na podstawie materiału źródłowego.
| Miejsce | Reprezentacja  | Zawodnicy                                      | Czas   | Uwagi |
| ------- | -------------- | ---------------------------------------------- | ------ | ----- |
| 1       | RFN            | Anton Adam, Walter Adams, Harald Norpoth       | 7:08,0 | WR    |
| 2       | Czechosłowacja | Ján Šišovský, Petr Bláha, Pavel Pěnkava        | 7:23,1 |       |
| 3       | Jugosławia     | Radovan Piplović, Slavko Koprivica, Adam Ladik | 7:42,8 |       |